# 堀孝明
堀　孝明（ほり たかあき、1992年7月1日 - ）は、栃木県宇都宮市出身の自転車プロロードレース選手である。

## 概要
自転車との出会いは高校2年のとき、ロードバイクを購入したが、ロードレースと言うレベルではなく、ツール・ド・フランスさえ知らなかった。自転車に乗ることが好きだったから買った。
ロードレースのきっかけはアルバイト先の友人の一言だった。「ジャパンカップの手伝いをやらないか？」
自転車競技に興味がなかったが、この年（2009年）に宇都宮に自転車チームができるを小耳に挟んでいて、ロードレースの国際大会が宇都宮で開催されているのも知った。一度観てみたい。その想いで誘いを快諾した。
手伝いとは、ジャパンカップ初出場である宇都宮ブリッツェンのフライヤー配りだった。レースを観戦するのも初めてだった。車輪の風切り音、集団が過ぎていった後の風圧。すべてが新鮮で、「こんな世界があるんだ」と、釘づけになった。そして山岳賞がかかった6周目。宇都宮ブリッツェンの廣瀬佳正選手（現GM）が集団から飛び出し、独走で古賀志林道を駆け上がる。頂上で両手を挙げる廣瀬選手。自分の中に稲妻が落ちるような衝撃が走った。この日以来、自転車選手になるべき道を歩む。
進路希望の用紙には ”自転車選手になる”と書いた。教師から「競輪選手になりたいのか？」と言われた。何を言われようがロードレーサーになると貫き通した。
高校卒業後はフリーターになった。それでも尽きることのない夢への情熱でペダルを回し続ける毎日だったある日、宇都宮ブリッツェンのサイトに”下部育成チーム ブラウブリッツェントライアウト参加者募集”のバナーが。何の迷いもなく、即応募した。
ブリッツェン退団後も宇都宮周辺での練習走行や宇都宮市内のスポーツ施設等を利用している。
2019年にブリッツェンに再加入した。2024年は愛媛県松山市に新設のヴェロリアン松山に移籍し松山に移住。2024年10月11日、シーズン末をもってヴェロリアン松山退団とともに現役引退を公表。

## 来歴
瑞穂野保育園卒園。
2010年
- ブラウブリッツェンに加入

2011年
宇都宮清陵高等学校卒業
- JエリートツアーE3 広島 優勝
- 栂池高原ヒルクライム2011 E2　優勝
- 富士ヒルクライム 優勝
- ブリッツェンとして輪島ロード出場

2012年
- 宇都宮ブリッツェンに加入。
- 下総クリテリウム 落車して負傷し長期入院。
- 9月 広島ロード 落車し右腕骨折。

2014年
- JPT アンダー23で総合優勝 ピュアホワイトジャージを獲得

2015年
- タイ合宿で落者し鎖骨骨折[2]。
- 沖縄合宿で落車し、左手首と右鎖骨を骨折[3]。

2016年
- チャレンジサイクルロードレース 優勝
- ジャパンカップ 山岳賞
- シーズン後に今までの骨折で入れたプレートの摘出手術を受ける。
- 宇都宮ブリッツェンを退団。

2017年
- ブリヂストン・アンカー・サイクリングチームに移籍。
- 6月25日 第86回 全日本自転車競技選手権大会ロード・レース 序盤で転倒しリタイア[4]。

2019年
- 宇都宮ブリッツェンに移籍

2024年
- 松山市に新設チームのヴェロリアン松山に移籍。
- シーズン末をもってヴェロリアン松山から退団および現役引退を公表。